# La piscina
La piscina (en francés: La piscine) es un thriller psicológico de 1969 dirigido por Jacques Deray y protagonizada por Alain Delon, Romy Schneider, Maurice Ronet y Jane Birkin. Ambientada en verano en la Costa Azul, es un drama sobre celos y posesividad que desprende cierto erotismo. Se hicieron versiones de la película tanto en francés como en inglés, con los actores actuando en inglés para el lanzamiento internacional, lo cual era inusual en un momento en que las películas siempre estaban dobladas o subtituladas. El lanzamiento internacional de 114 minutos, más corto que la versión francesa, también tuvo una edición ligeramente diferente.

## Argumento
Jean-Paul, un escritor; y Marianne, su novia de poco más de dos años, están de vacaciones en la villa de un amigo. Hay cierta tensión en su relación que excita a Marianne: la película comienza con una escena en la que están juntos junto a la piscina de la villa y ella le insta a que le arañe la espalda. Él hace lo que le pide, pero luego la arroja a la piscina y salta detrás de ella. En una escena posterior, toma una rama y la usa para azotarla incrementando la fuerza con la que lo hace hasta que la escena se corta. 
Harry, un viejo amigo y productor discográfico que fue amante de Marianne antes que Jean-Paul, llega de visita y sorprende a la pareja al traer a su hija Penélope, de 18 años, cuya existencia no conocían anteriormente.
Los cuatro permanecen juntos y Harry seduce a Marianne a medida que pasan los días. Burlándose de Jean-Paul por haber dejado de escribir de forma profesional para trabajar en publicidad, Harry bebe mucho y organiza una fiesta sorpresa mientras Jean-Paul, que es alcohólico, se mantiene sobrio. Mientras tanto, queda claro que a Penélope no le gusta ni respeta a su padre, a quien apenas ha conocido mientras crecía. Ella y Jean-Paul se acercan y pasan un día a solas junto al mar.
Esa noche, mientras las mujeres duermen, los dos hombres finalmente se enfrentan. Harry cae a la piscina y está demasiado borracho para nadar. Jean-Paul, que también ha estado bebiendo, al principio evita que salga del agua, luego empuja deliberadamente a Harry y lo sujeta hasta que se ahoga. Él cubre el crimen escondiendo la ropa mojada de Harry, haciendo que parezca un accidente.
Después del funeral, un policía, el inspector Lévêque, visita la casa más de una vez. Le confía a Marianne sus razones para dudar de que se trate de un accidente. Jean-Paul le confiesa a Marianne todo y esta va a ver las pruebas que lo habrían delatado, pero la policía abandona la investigación sin que Marianne diga la verdad. 
Marianne lleva a Penélope al aeropuerto y la despide para que regrese con su madre. Ella y Jean-Paul están a punto de dejar la villa cuando le dice que no se irán juntos. Ella pide un taxi, pero él pone la mano en el teléfono, corta la llamada y la silencia. Al final, ninguno de los dos se va ese día, y en la toma final de la película se paran uno al lado del otro mirando por la ventana a la piscina y luego se abrazan.

## Reparto
- Romy Schneider como Marianne
- Alain Delon como Jean-Paul Leroy
- Maurice Ronet como Harry Lannier
- Jane Birkin como Penelope Lannier
- Paul Crauchet como Inspector Lévêque

## Producción
El rodaje comenzó el 19 de agosto y terminó el 19 de octubre de 1968. El diseñador francés André Courrèges creó muchas piezas originales para la película, como los trajes de baño usados por Schneider y Birkin. Fue la primera de las nueve películas que Delon y el director Jacques Deray hicieron juntos, y la única que la estrella no produjo. También marcó el reencuentro en pantalla de Delon y Romy Schneider, su coprotagonista en Christine (1958) y pareja romántica en 1958-1963.
Fue durante la realización de esta película cuando estalló el asunto de Markovic. El cuerpo de Stevan Markovic, el guardaespaldas de Delon, fue descubierto en un vertedero público en el pueblo de Élancourt, Yvelines, el 1 de octubre de 1968.

## Recepción
Fue la cuarta película más popular en la taquilla francesa en 1969.
La película se estrenó en Reino Unido como The Sinners con una pequeña respuesta de taquilla. En Italia se estrenó con veinte minutos menos, pero fue un éxito popular.
En España, a pesar de estar durante la dictadura franquista, se estrenó el 29 de septiembre de 1969. Tuvo una recaudación de 239.302,47 euros y la vieron 1.701.455 espectadores.
Los Angeles Times la calificó como una "película hermosa y con un diseño asombroso" y describió como lo mejor "la manera hábil en la que describe con frialdad lo hermosa y elegante que puede ser la gente, dedicada a una visión sofisticada y amoral del amor". The Guardian escribió: "La languidez erótica se convierte gradualmente en miedo y luego en horror en este thriller psicológico apasionante y magníficamente controlado" donde "algo en los mismos lineamientos de la piscina crea su propio destino terrible: es un pantano primordial de deseo, un espacio en el que no hay nada que hacer más que holgazanear, mirando furtivamente cuerpos semidesnudos".
La piscina fue restaurada y relanzada en los cines durante el verano de 2021, convirtiéndose en un éxito sorpresa. Programada para presentarse en el Film Forum de Nueva York durante dos semanas, terminó estando durante 18 semanas, lo que provocó que Glynnis MacNicol del New York Times declarara: "Si hay una película del verano de 2021 en Nueva York, puede que sea esta."

## Remake
La película de 2015 Cegados por el sol, dirigida por Luca Guadagnino y protagonizada por Ralph Fiennes, Tilda Swinton, Matthias Schoenaerts y Dakota Johnson, se basa libremente en La piscina.

## Trivia
Un extracto de la película se utilizó en la campaña de Christian Dior Eau Sauvage, la colonia basada en el legado de Alain Delon.
Alain Delon dijo en una entrevista que no puede volver a ver esta película. Su ex amante Romy Schneider y su buen amigo Maurice Ronet murieron prematuramente y en trágicas circunstancias. 